# Pieve Santo Stefano
Pieve Santo Stefano är en ort och kommun i provinsen Arezzo i regionen Toscana i Italien. Kommunen hade 3 087 invånare (2018).